# Lasagne

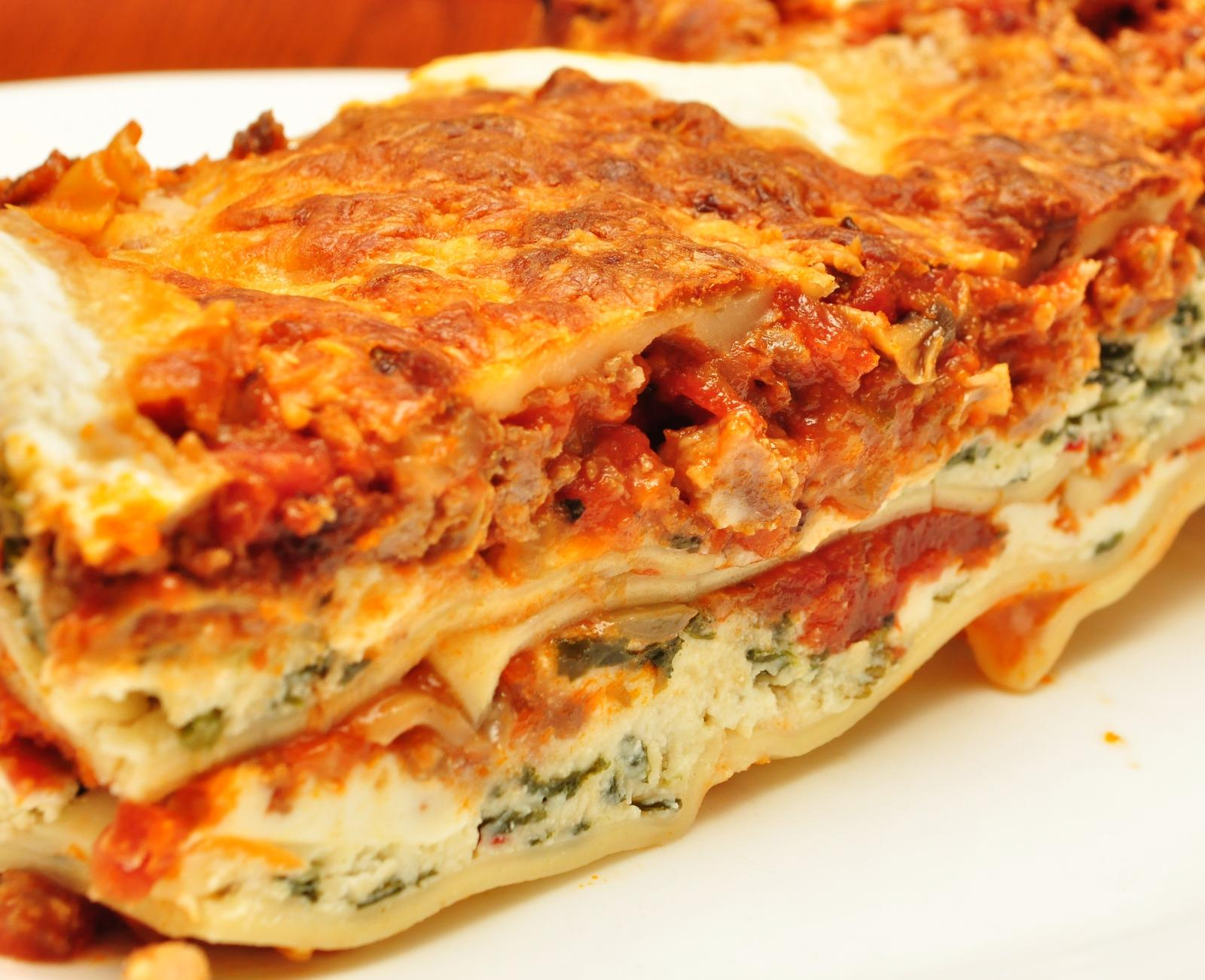
Zapékané lasagne

Lasagne (singulár lasagna) jsou italské velmi široké těstoviny. Slovo také běžně odkazuje k pokrmu, který se vyrábí z těchto těstovinových plátů.

## Historie
Vznik lasagní se obvykle klade do Neapole, kde vznikl první moderní recept, který dal vzniknout tradičnímu pokrmu.

## Přírava
Tradiční lasagne se vyrábí střídáním vrstev těstovinového plátu, bešamelové omáčky a typicky hovězího či vepřového masa. V různých variacích se do lasagní přidává ricotta nebo mozzarella a různé druhy zeleniny (např. špenát, cuketa, houby). Lasagne se však vždy pečou v troubě.